# آیاکا میشیگامی
آیاکا میشیگامی (انگلیسی: Ayaka Michigami؛ زادهٔ ۲۷ ژوئیهٔ ۱۹۹۴) بازیکن فوتبال اهل ژاپن است.
از باشگاه‌هایی که در آن بازی کرده‌است می‌توان به باشگاه فوتبال آی ان ای سی کوبه لئونسا اشاره کرد.